# Ироквој (Илиноис)
Ироквој (енгл. Iroquois) град је у америчкој савезној држави Илиноис.

## Демографија
По попису из 2010. године број становника је 154, што је 53 (-25,6%) становника мање него 2000. године.
| Група             | 2000.       | 2010.       |
| Белци             | 204 (98,6%) | 148 (96,1%) |
| Афроамериканци    | 0 (0,0%)    | 0 (0,0%)    |
| Азијати           | 1 (0,5%)    | 0 (0,0%)    |
| Хиспаноамериканци | 0 (0,0%)    | 4 (2,6%)    |
| Укупно            | 207         | 154         |